# Barcelona Dragons

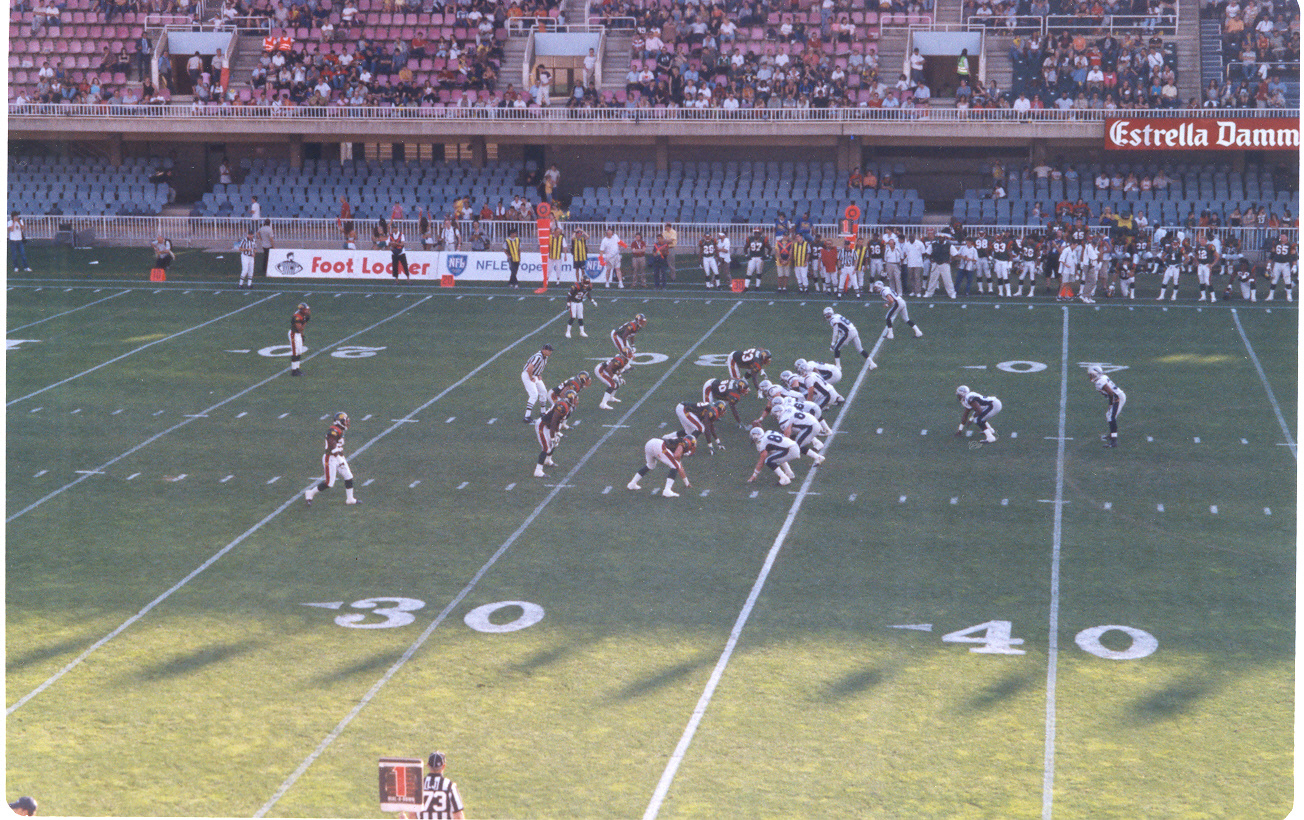
Barcelona Dragons en el Mini Estadi del Fútbol Club Barcelona

Barcelona Dragons fue un equipo español de fútbol americano con sede en Barcelona, que compitió en la World League of American Football y en la NFL Europa entre 1991 y 2003. Es el único club español de fútbol americano profesional que ha participado en competiciones de la NFL.

## Historia
Creado en 1991, fue uno de los seis clubs fundadores de la división europea de la NFL en 1995. Entre 1991 y 2001 compitió en la World League of American Football y en la NFL Europa. Durante esos años tenía su sede en el Estadio Olímpico Lluís Companys de Barcelona, donde disputó todos sus partidos como local. El mayor éxito de los Barcelona Dragons fue la conquista de la World Bowl en 1997 de la mano del quarterback Jon Kitna.También fueron finalistas en la World Bowl del '91 en la que perdieron contra los London Monarchs en el Wembley Stadium por 21-0, en la World Bowl del '99 en la que perdieron contra Frankfurt Galaxy 38-24 y en la World Bowl del 2001 en la que sería su última opción de llevarse un título y perdieron contra Berlin Thunder 24-17.
En el año 2001 firmó un acuerdo con el Fútbol Club Barcelona, al que se asoció como club filial. Pasó a denominarse FC Barcelona Dragons y a disputar sus partidos en el Mini Estadi, instalación del FC Barcelona. Además, el vestuario del equipo incorporó el escudo del FC Barcelona y los colores del conjunto azulgrana, con el objetivo de aproximarse al sentimiento de los aficionados del club y ganar espectadores. A pesar de ello, en sus dos últimos años la media de espectadores no superó la cifra de 10 000 por partido, y la Asociación de Propietarios de equipos de la NFL decidió trasladar la franquicia a Colonia (Alemania), con el nombre de Cologne Centurions. Su único  entrenador durante esos doce años fue el estadounidense Jack Bicknell.